# Hydrolagus deani
Hydrolagus deani is een vis uit de familie kortneusdraakvissen. De vis komt voor in de Grote Oceaan en met name in de open wateren rond de Filipijnen. De soort komt voor op diepten van 469 tot 770 m. De vis kan een lengte bereiken van 67 cm. 